# Dermocorticoïde
Les dermocorticoïdes sont des médicaments utilisés dans le traitement local de plusieurs affections dermatologiques depuis les années 1950.
Ils se présentent sous différentes formes adaptées à l'affection elle-même, mais aussi à sa localisation : pommade, crème, émulsion, lotion.
Depuis 2004, on classe, en France, les dermocorticoïdes en 4 groupes selon leur niveau d'activité, :
- classe I : activité très forte (ne doivent jamais être utilisés sur le visage, utilisation possible sur le cuir chevelu).
- classe II : activité forte (ne doivent jamais être utilisés sur le visage, utilisation possible sur le cuir chevelu).
- classe III : activité modérée.
- classe IV : activité faible.

Note : La classification des dermocorticoïdes est celle de l'AMM française. D'autres classifications internationales utilisent un ordre inverse[réf. souhaitée].
On décrit des réactions allergiques aux dermocorticoïdes, à type d'eczéma de contact (ce qui peut sembler paradoxal pour des produits destinés en particulier à traiter l'eczéma). Le bilan allergologique devra déterminer la molécule responsable.
Quatre groupes de corticoïdes sont testés en fonction de leur origine chimique, :
- groupe A : dérivés de type hydrocortisone,
- groupe B : dérivés de type triamcinolone,
- groupe C : dérivés de type bétaméthasone,
- et groupe D : dérivés du butyrate d'hydrocortisone, avec deux sous-groupes, D1 et D2.